# Mauro Ferrari
Mauro Ferrari (Padua, 7 de julio de 1959) es un profesor y científico italiano. Experto en el campo de la nanotecnología y de la bioingeniería aplicada a la medicina, ha sido presidente y CEO del Houston Methodist Research Institute, director del Institute of Academic Medicine del Methodist Hospital System (TMHS) y presidente de The Alliance for NanoHealth. En enero de 2020 fue nombrado presidente del Consejo Europeo de Investigación, cargo del que dimitió en abril de 2020 por la crisis del coronavirus.

## Biografía
Alumno del liceo clásico Jacopo Stellini de Údine y del liceo clásico Dante de Florencia, se licenció en Matemáticas en 1985 por la Universidad de Padua. Más tarde, obtuvo un máster (1987) y un doctorado Ph.D. en Ingeniería mecánica (1989) por la Universidad de California en Berkeley. A la vez, estudió también Medicina en la Universidad Estatal de Ohio. 
Trabajó, primero, como profesor asistente (1990-95) y profesor asociado (1996-99) en Ciencia e Ingeniería de los Materiales y en Ingeniería Civil en la Universidad de California en Berkeley. Catedrático de Ingeniería mecánica y de Medicina Interna, y gerente del departamento de Ingeniería Biomédica de la Universidad Estatal de Ohio (2000-2006). A la vez (2003-2005), fue Special Advisor y Eminent Scholar en el National Cancer Institute de Bethesda, donde dirigió la formulación y el lanzamiento del programa federal de Estados Unidos en nanotecnología aplicada al cáncer, uno de los mayores programas del mundo en nanomedicina.
En Texas (2006-2010) fue profesor ordinario de Medicina Interna y gerente del departamento de Nanomedicina (School of Medicación, University of Texas Health Science Center – Houston), profesor ordinario de Terapias Experimentales (University of Texas M.D. Anderson Cancer Center), profesor adjunto de Ingeniería Biomédica (Universidad de Texas en Austin) y de Ingeniería mecánica (Universidad de Houston). En 2010 pasó al Methodist Hospital Research Institute de Houston, donde trabajó como Director ejecutivo.
Ha publicado más de 350 artículos sobre el campo de las nanotecnologías en revistas internacionales, además de varios libros. Ha obtenido más de 60 patentes reconocidas en Estados Unidos y otros países. 
Se sabe que comenzó a interesarse por lucha contra los tumores tras la muerte de su exesposa Marialuisa, fallecida a causa de un tumor con solo 32 años. En el 2012, Michele Cucuzza escribió un libro sobre su vida titulado Il mal curabile (Rizzoli).
Es miembro de la American Society of Mechanical Engineers (ASME), de la American Institute for Medical and Biological Engineering (AIMBE), de la European Academy of Sciences y, desde 2009, es miembro de la American Association for the Advancement of Science (AAAS). En diciembre de 2013, el ministro de la Salud Beatrice Lorenzin lo nombró presidente de la Comisión encargada de indagar sobre la eficacia del método Stamina.
El 1 de enero de 2020 asumió el cargo de presidente del Consejo Europeo de Investigación, cargo del que dimitió el 8 abril del mismo año, en protesta por la imposibilidad de instaurar un programa científico paneuropeo para luchar contra la infección de Covid-19.

## Reconocimientos
- Doctor honoris causa en Ingeniería electrónica por la Universidad de estudios de Palermo en 2012.

- Doctor honoris causa en Biotecnología por la Universidad de Nápoles Federico II en 2013.[11][12][13][14]

## Premios
- 2009 - Premio Innovator, para el programa de investigación sobre el cáncer de seno por el Departamento de Defensa de los Estados Unidos.[15]
- 2011 - Premio CRS Founders de la Controlled Release Society.[16]
- 2012 - Medalla Blaise Pascal de la European Academy of Sciences.
- 2013 - Premio Franco Florio.
- 2015 - Medalla Aurel Stodola de la Universidad ETH de Zúrich.[17]